# Pigazzano
Pigazzano (Pigàsàn, in dialetto piacentino) è una frazione del comune italiano di Travo, in provincia di Piacenza.
Nel 2001 contava 20 abitanti.

## Geografia fisica

### Territorio

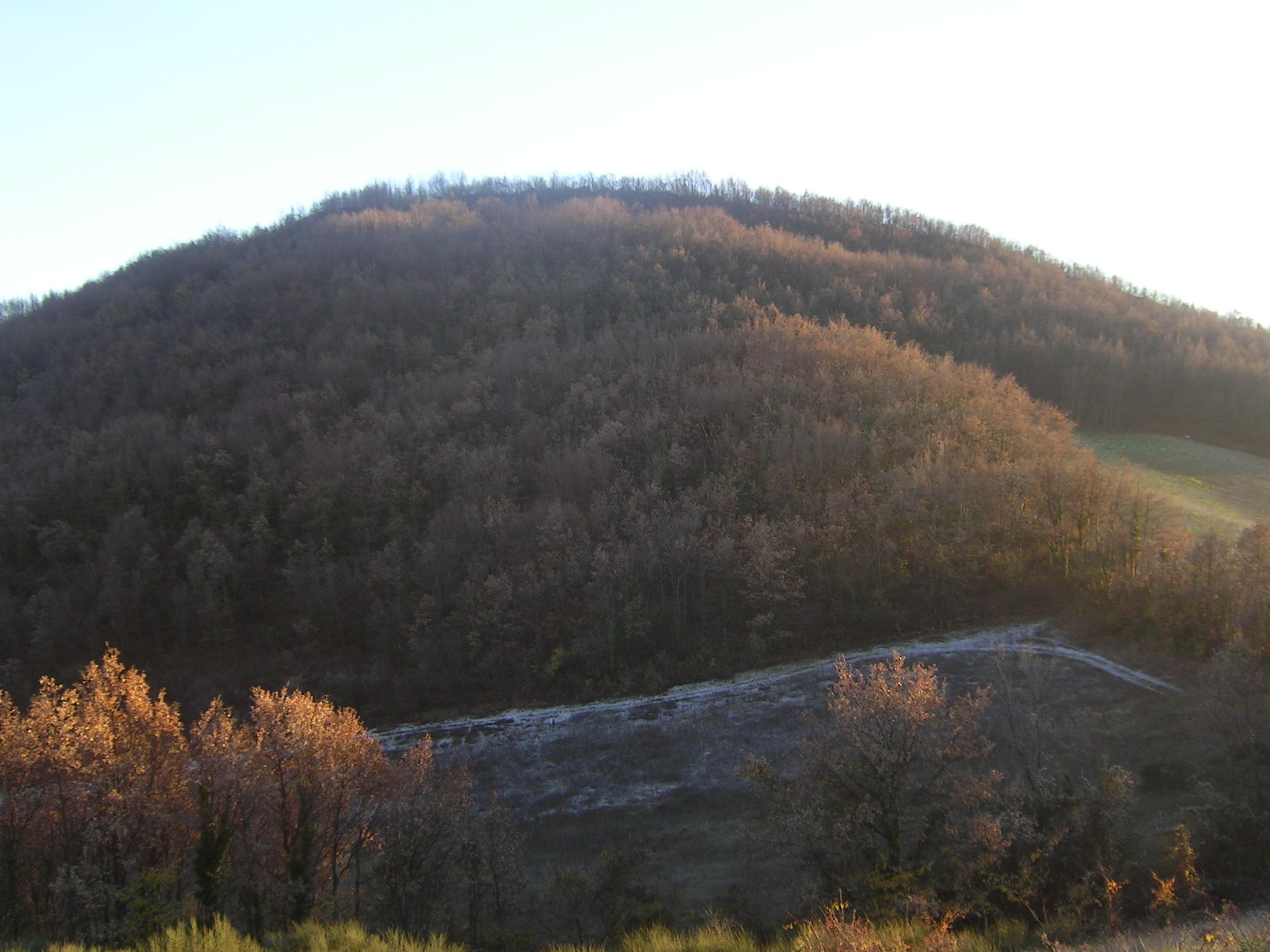
Veduta del Monte Pillerone

Pigazzano si trova nella bassa val Trebbia a un'altitudine di 464 m s.l.m., a breve distanza dal crinale che separa la val Trebbia dalla limitrofa val Luretta, situato in località Boffalora, al confine tra il comune di Travo e il comune di Gazzola e dal monte Pillerone, vetta alta 601 m s.l.m. caratterizzata da una quasi integrale copertura boschiva formata da querce, frassini e robinie e da versanti acclivi.
Pigazzano si trova all'interno di un'area dichiarata di notevole interesse pubblico da parte della regione Emilia-Romagna.

### Clima
In base alla media trentennale di riferimento 1961-1990, la temperatura media del mese più freddo, gennaio, si attesta a 1,5 °C; quella del mese più caldo, luglio, è di 23,4 °C.
| Pigazzano          | Mesi | Mesi | Mesi | Mesi | Mesi | Mesi | Mesi | Mesi | Mesi | Mesi | Mesi | Mesi | Stagioni | Stagioni | Stagioni | Stagioni | Anno |
| Pigazzano          | Gen  | Feb  | Mar  | Apr  | Mag  | Giu  | Lug  | Ago  | Set  | Ott  | Nov  | Dic  | Inv      | Pri      | Est      | Aut      | Anno |
| ------------------ | ---- | ---- | ---- | ---- | ---- | ---- | ---- | ---- | ---- | ---- | ---- | ---- | -------- | -------- | -------- | -------- | ---- |
| T. max. media (°C) | 3,6  | 6,3  | 11,6 | 16,1 | 19,7 | 24,6 | 27,2 | 26,1 | 21,9 | 15,4 | 9,3  | 5,3  | 5,1      | 15,8     | 26,0     | 15,5     | 15,6 |
| T. min. media (°C) | −0,5 | 1,3  | 5,2  | 9,0  | 13,0 | 17,1 | 19,6 | 19,2 | 16,0 | 11,2 | 5,8  | 1,7  | 0,8      | 9,1      | 18,6     | 11,0     | 9,9  |

## Storia
In età romana la zona di Pigazzano è parte del pagus Ambitrebius, citato nella tabula alimentaria traianea; un'importante concentrazione di reperti è stata ritrovata nelle località di Campo Arbarone, Ceresola e Pian di Tacchino, nei pressi del crinale. Il popolamento della zona continua anche in età tardoantica/altomedievale, come testimoniato da una tomba longobarda risalente al periodo compreso tra la fine del VI e l'inizio del VII secolo d.C..
Nel 1234 il locale castello, divenuto rifugio di nobili ghibellini subisce un assalto da parte di truppe guelfe. Nel 1373 è sede di un presidio di milizie viscontee che sono costrette alla resa a fronte dell'attacco condotto dalle truppe papali guidate da Dondazio Malvicini. Successivamente il castello entra tra le proprietà della famiglia Anguissola, tra le quali rimarrà fino al 1630. Nel 1486 gli abitanti locali si impegnano per il restauro del castello.
Nel 1676 viene costruita la chiesa dedicata a Santa Maria Assunta, per rimpiazzare un precedente edificio religioso andato distrutto.
Nel XVII secolo il castello viene parzialmente distrutto a causa di un incendio.

## Monumenti e luoghi d'interesse

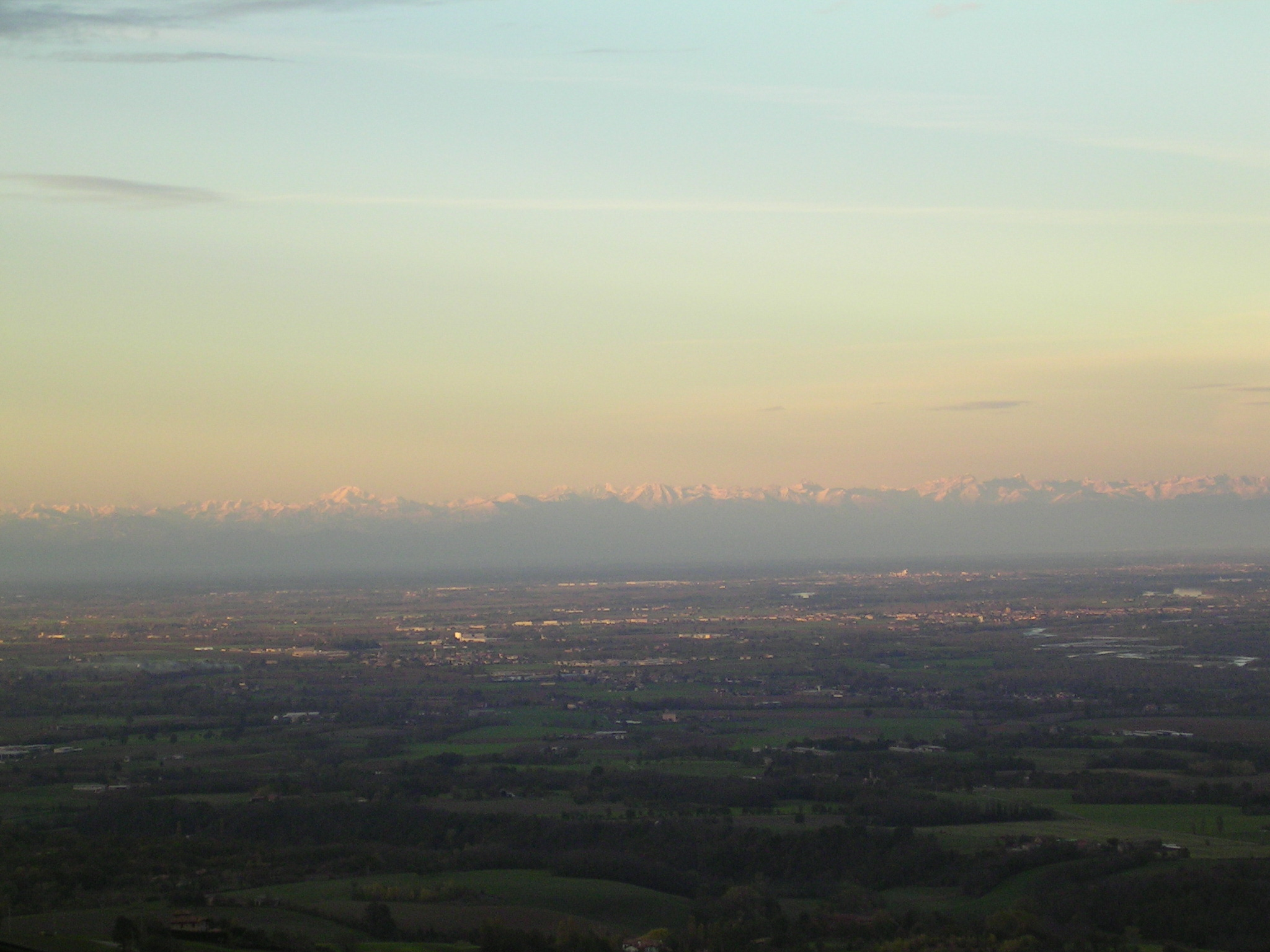
Vista panoramica dalla terrazza della chiesa

Chiesa di Santa Maria AssuntaL'edificio, preceduto da un grande sagrato, è posto su di una terrazza panoramica. Presenta una facciata a vento realizzata su due ordini in sovrapposizione uno sull'altro. Lesene di ordine dorico si trovano agli angoli nella parte inferiore, mentre nella parte superiore si trovano le statue della Madonna e di Sant'Antonio, inserite in due nicchie. In posizione mediana tra le nicchie si trova un affresco raffigurante Maria Assunta che si colloca al di sopra dell'unico portale. L'edificio presenta una struttura centrale con pianta a croce greca allungata con campate dotate di volta a botte. Dalla terrazza panoramica su cui sorge la chiesa si gode un'ampia visuale sulla pianura Padana, comprese parecchie città lombarde, sull'arco alpino. Alla chiesa è addossata la canonica, degradata a causa dell'incuria e parzialmente crollata nel 2016, crollo che ha causato anche la chiusura della terrazza.
Castello di PigazzanoCastello costruito nel corso del XIII secolo. Presenta una struttura a U con una torre posta sull'angolo nord-ovest. L'ingresso si trova sulla facciata che dà a nord-est, da esso si accede, attraversando una loggia con un arco ribassato, al cortile interno che, nel lato sud-est, è delimitato da una cinta muraria merlata. Parzialmente trasformato a uso residenziale nell'Ottocento, il castello presenta una commistione tra gli originali elementi medievali e le successive aggiunte ottocentesche, mentre la disposizione del giardino risale al novecento.

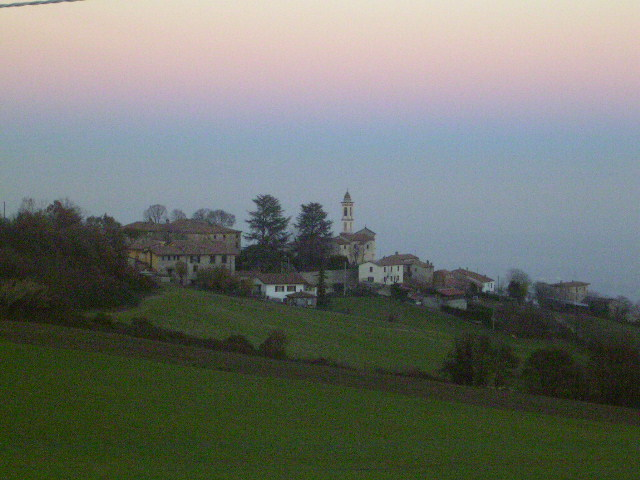
Scorcio del paese

## Cultura

### Eventi
L'associazione Amici di Pigazzano, organizza con cadenza annuale una sagra di paese chiamata Pigazzano sotto le stelle, che ha la durata di tre giorni, e si svolge nei giorni di ferragosto.

## Infrastrutture e trasporti
La frazione di Pigazzano è raggiungibile tramite la strada provinciale 76 di Pigazzano che si dirama dalla strada provinciale 40 nei pressi di Statto.
Nella zona a monte di Pigazzano è presente un sito di livello nazionale incluso nel piano nazionale di assegnazione delle frequenze per la radio-diffusione televisiva analogica e, successivamente incluso anche nel piano che include le frequenze digitali, con la presenza di antenne e ponti radio per un totale di 12 installazioni.